# Olexandr Nadtoka
Olexandr Olexandrovych Nadtoka –en ucraniano, Олександр Олександрович Надтока– (Zaporiyia, URSS, 6 de marzo de 1991) es un deportista ucraniano que compitió en remo.
Ganó dos medallas en el Campeonato Mundial de Remo, en los años 2014 y 2018, y tres medallas en el Campeonato Europeo de Remo entre los años 2012 y 2015.
Participó en los Juegos Olímpicos de Río de Janeiro 2016, ocupando el sexto lugar en la prueba de cuatro scull.

## Palmarés internacional
| Campeonato Mundial | Campeonato Mundial       | Campeonato Mundial | Campeonato Mundial |
| Año                | Lugar                    | Medalla            | Prueba             |
| ------------------ | ------------------------ | ------------------ | ------------------ |
| 2014               | Ámsterdam (Países Bajos) | Medalla de oro     | Cuatro scull       |
| 2018               | Plovdiv (Bulgaria)       | Medalla de bronce  | Cuatro scull       |
| Campeonato Europeo |                          |                    |                    |
| Año                | Lugar                    | Medalla            | Prueba             |
| 2012               | Varese (Italia)          | Medalla de plata   | Cuatro scull       |
| 2014               | Belgrado (Serbia)        | Medalla de oro     | Cuatro scull       |
| 2015               | Poznań (Polonia)         | Medalla de plata   | Cuatro scull       |